# Jette Bergenholz Bautrup
Jette Bergenholz Bautrup (født 15. april 1947) er socialdemokratisk medlem af Københavns Borgerrepræsentation og tidligere Folketingsmedlem for Søndre Storkreds fra 20. november 2001–8. februar 2005.

## Biografi
Bautrup er datter af reklamemanden Børge Bergenholz og sygehjælper Tove Bergenholz. Hun tog realeksamen på Sundby Øster Skole og Sankt Annæ Skole 1954-1964. Herefter gik hun på handelsskolen, hvor hun tog en HH på Frederiksberg 1964-1968. Hun blev socialrådgiver 1979.

## Karriere
Hun blev ansat i personaleafdelingen hos C. Olesen fra 1968-1970 og i Københavns Kommunes Sociale Forvaltning fra 1970. Hun var socialrådgiver i lokalcentret Sundby Syd i Børne-Familieteam.
Senere blev hun bestyrelsesformand for integreret institution Brydes Alle og for børnehaven Bremensgade 42 1989-1994. Hun blev medlem af SSP København fra 1997, af Politiets Lokalnævn 1993-2001 og af Skolernes Fællesråd i København 1993-97. Hun er æresmedlem af Matthæusgade Skole fra 1993.
Medlem af bestyrelsen for DSU Sundby 1965-70, for Socialdemokratiets 9. kreds 1968-78. Medlem af Borgerrepræsentationen i København 1970-78 og – efter ønsket pause – 1993-2002. Medlem af bestyrelsen for boligselskabet AKB og næstformand for Tele Danmarks landsråd. Medlem af bestyrelsen for FOA og af Hovedstadens Sygehusfællesskab fra 1997.
Hun var socialdemokratiets kandidat i Sundbykredsen 1970-78 og i Christianshavnkredsen 1993-2002.

## Legater
I oktober 2000 fik hun tildelt Gunnar "Nu" Hansens Legat på 50.000 kr. til brug for sportsaktiviteter for børn med anden etnisk baggrund, børn i gråzonen samt børn, hvis forældre ikke har midler til at betale for sportsaktiviteter, så børnene kan være med i et socialt fællesskab.